# Stephan Krüger (Gesellschaftswissenschaftler)
Stephan Krüger (* 1953) ist ein deutscher promovierter Volkswirtschafts- und Gesellschaftswissenschaftler, Diplom-Volkswirt und gelernter Kaufmann.

## Werdegang
Krüger arbeitet seit Mitte der 1970er Jahre zur Nutzbarmachung amtlicher Statistiken zur marxistischen Analyse der ökonomischen Entwicklung und seit den 1990er Jahren als externer Unternehmens- und Projektberater für Belegschaften, ihre Repräsentanten (Betriebsräte, Arbeitnehmervertreter in Aufsichtsräten) und Gewerkschaften. Er ist Mitglied im Team des Instituts für die Geschichte und Zukunft der Arbeit, dessen Träger die gleichnamige Stiftung ist.
Krüger unterrichtete am Zentrum für ökonomische und soziologische Studien (ZÖSS) der Universität Hamburg, für die Rosa-Luxemburg-Stiftung, die Marxistische Abendschule Hamburg (MASCH) und das Gesellschaftswissenschaftliche Institut Hannover.
Er ist Autor der jungen Welt, der taz und der Zeitschrift Sozialismus.

## Schriften (Auswahl)
- mit anderen: Keynes contra Marx? Darstellung und Kritik der General Theory, Hamburg 1984.
- Allgemeine Theorie der Kapitalakkumulation. Langfristige Entwicklung und konjunktureller Zyklus, Hamburg 1986.
- Berlin. Eine Metropole im Wandel Regionalanalyse und Reformprojekt, Hamburg 1991.
- mit Hasko Hüning: Brandenburg. Streusandbüchse als Wirtschaftsstandort. Vorschlag für eine gestaltende Strukturpolitik, Hamburg 1991.
- mit Heiner Ganßmann (Hrsg.): Produktion – Klassentheorie. Festschrift für Sebastian Herkommer, Hamburg 1993.
- Konjunkturzyklus und Überakkumulation. Wert, Wertgesetz und Wertrechnung für die Bundesrepublik Deutschland, Hamburg 2007.
- Allgemeine Theorie der Kapitalakkumulation. Konjunkturzyklus und langfristige Entwicklungstendenzen (Kritik der Politischen Ökonomie und Kapitalismusanalyse, Bd. 1), Hamburg 2010 (Buch als PDF).
- Politische Ökonomie des Geldes. Gold, Währung, Zentralbankpolitik und Preise (Kritik der Politischen Ökonomie und Kapitalismusanalyse, Bd. 2), Hamburg 2012 (Buch als PDF).
- Wirtschaftspolitik und Sozialismus. Vom politökonomischen Minimalkonsens zur Überwindung des Kapitalismus (Kritik der Politischen Ökonomie und Kapitalismusanalyse, Bd. 3), Hamburg 2016.
- Keynes und Marx. Darstellung und Kritik der „General Theory“. Bewertung keynesianischer Wirtschaftspolitik. Linker Keynesianismus und Sozialismus (Kritik der Politischen Ökonomie und Kapitalismusanalyse Bd. 4), Hamburg 2012.
- Entwicklung des deutschen Kapitalismus 1950–2013. Beschäftigung, Zyklus, Mehrwert, Profitrate, Kredit, Weltmarkt, Hamburg 2015[4] (Buch als PDF-Datei). (Buch als PDF-Datei).
- Soziale Ungleichheit. Private Vermögensbildung, sozialstaatliche Umverteilung und Klassenstruktur (Kritik der Politischen Ökonomie und Kapitalismusanalyse, Bd. 5), Hamburg 2017.
- mit Joachim Bischoff, Fritz Fiehler, Christoph Lieber: Vom Kapital lernen. Die Aktualität von Marx’ Kritik der politischen Ökonomie, Hamburg 2017.
- mit Joachim Bischoff und Christoph Lieber: Die Anatomie und Zukunft der bürgerlichen Gesellschaft. Wertschöpfung, Mystifizierung und Klassenverhältnisse im modernen Kapitalismus, Hamburg 2018.
- Profitraten und Kapitalakkumulation in der Weltwirtschaft. Arbeits- und Betriebsweisen seit dem 19. Jahrhundert und der bevorstehende Epochenwechsel, VSA: Verlag, Hamburg 2019, ISBN 978-3-96488-023-9
- mit Klaus Müller: Das Geld im 21. Jahrhundert. Die Aktualität der Marxschen Wert- und Geldtheorie, Köln 2020.
- Grundeigentum, Bodenrente und die Ressourcen der Erde. Die Relativierung der Knappheit und Umrisse eines linken Green New Deal, Hamburg 2020.
- Weltmarkt und Weltwirtschaft. Internationale Arbeitsteilung, Entwicklung und Unterentwicklung, Hegemonialverhältnisse und zukünftiger Epochenwechsel, Hamburg 2021.
- Epochen ökonomischer Gesellschaftsformationen. Eckpunkte und Entwicklungslinien der Weltgeschichte, Hamburg 2023.
- Der deutsche Kapitalismus 1950–2023. Inflation, Beschäftigung, Umverteilung, Profitraten, Finanzkrisen, Weltmarkt, Hamburg 2024, ISBN 978-3-96488-189-2